# Таловка (Николаевский район)
Таловка — посёлок в Николаевском районе Волгоградской области России. Входит в состав Барановского сельского поселения. Население 87 чел. (2010), из них 64 % (2002) — казахи.

## География
Посёлок находится в северо-восточной части Волгоградской области, в степной зоне Заволжья, на расстоянии примерно 51 километра (по прямой) к востоку-северо-востоку (ENE) от города Николаевск, административного центра района.
Часовой пояс
Посёлок Таловка, как и вся Волгоградская область, находится в часовой зоне МСК (московское время). Смещение применяемого времени относительно UTC составляет +3:00.

## Население
| 2010 |
| ---- |
| 87   |

Гендерный состав
По данным Всероссийской переписи населения 2010 года в гендерной структуре населения мужчины составляли 51,7 %, женщины — соответственно 48,3 %.
Национальный состав
Согласно результатам переписи 2002 года, в национальной структуре населения казахи составляли 64 % из 67 человек.

## Улицы
Уличная сеть посёлка состоит из одной улицы (ул. Таловская).